# L'effetto acquatico - Un colpo di fulmine a prima svista
L'effetto acquatico - Un colpo di fulmine a prima svista (L'Effet aquatique) è un film del 2016 diretto da Sólveig Anspach.
Si tratta di un film postumo della regista, morta nell'agosto del 2015 in seguito a un cancro. La storia riprende alcuni dei personaggi di Queen of Montreuil, il film realizzato precedentemente dalla regista, tra i quali quello del gruista.

## Trama
Samir, conducente di gru a Montreuil, si innamora follemente di Agathe, maestra di nuoto conosciuta in piscina. Per conquistarla, si iscrive a uno dei suoi corsi fingendo di non saper nuotare. Senza riflettere, arriva addirittura a seguirla in Islanda, dove lei partecipa al congresso internazionale degli istruttori di nuoto.

## Distribuzione

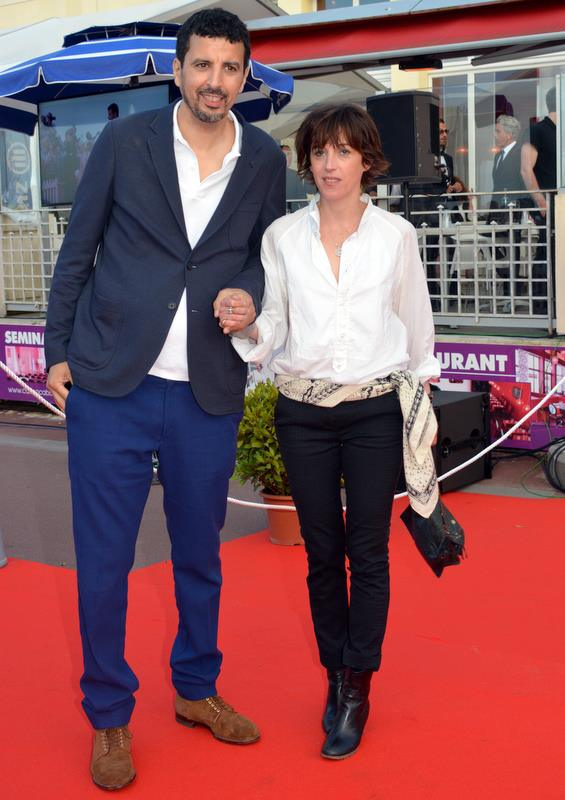
I due attori protagonisti, Samir Guesmi e Florence Loiret Caille, alla presentazione del film al festival de Cabourg.

Il film è stato presentato il 18 maggio 2016 al Festival di Cannes, l'8 giugno 2016 al Festival di Cabourg, il 24 giugno 2016 al Festival du film européen de Bruxelles il 29 giugno 2016 e il 29 settembre 2016 al Festival di Reykjavik; è stato successivamente distribuito nei cinema francesi dal 29 giugno 2016. La pellicola è uscita il 29 giugno 2016 in Belgio, il 29 giugno in Svizzera romanda e il 30 agosto 2016 in Italia.

## Riconoscimenti
- Festival di Cannes 2016: Prix SACD della Quinzaine des réalisateurs[3]
- Festival du film de Hambourg 2016: nomination per il premio della critica
- Premio César 2017: Migliore sceneggiatura originale